# چینه

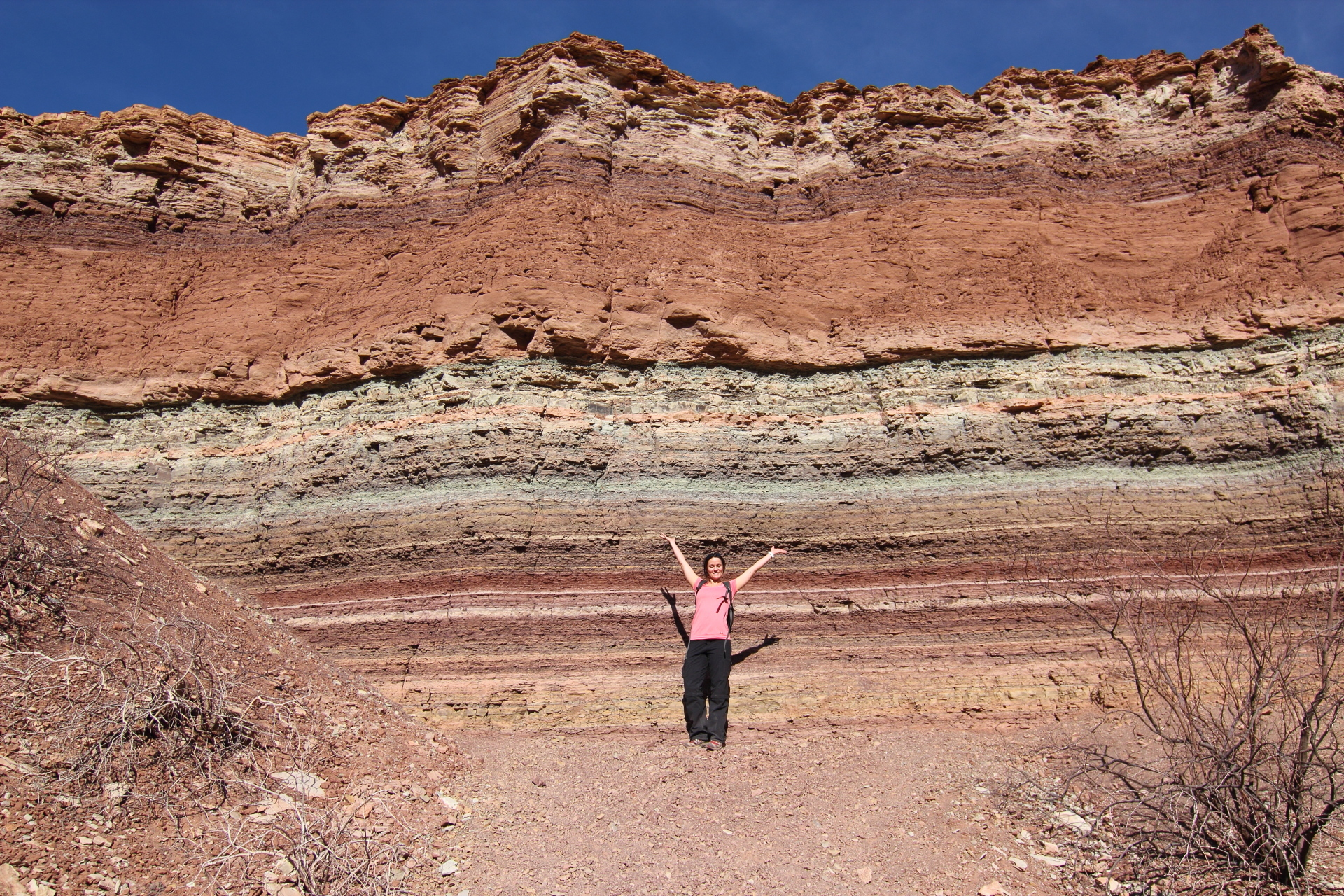
چینه‌هایی در آرژانتین، استان سالتا

چینه در زمین‌شناسی لایه مشخصی از پوسته زمین مانند لایه‌ای از سنگ‌های رسوبی با کلفتی چند سانتیمتر تا چند متر است. چینه عبارت است از لایه‌ای از سنگ که سراسر آن لایه کمابیش یکسان تشکیل یافته و نسبت به لایه‌های بالایی و پائینی خود، مشخص و دیگر (متفاوت) باشد. به دانش بررسی چینه‌ها، چینه‌شناسی گفته می‌شود.